# Ettore Ninni
Ettore Ninni (né le 9 avril 1941 à Mestre (Venise) en Vénétie), est un joueur italien de football, qui jouait au poste de milieu de terrain.

## Biographie
Ettore Ninni est surtout connu pour avoir évolué durant une saison avec le club piémontais de la Juventus (1959-1960). Il y joue son premier match en Coppa Italia le 4 novembre 1959 lors d'une victoire 5-4 sur la Sampdoria, et joue sa dernière rencontre le 26 juin 1960 lors d'un match de Coupe de l'amitié (victoire 2-1 contre le Stade de Reims). Il joue en tout 3 matchs en bianconero mais remporte tout de même la Coupe d'Italie 1959-60.
Il part ensuite rejoindre les clubs de l'Associazione Sportiva Dilettantistica Junior Biellese Libertas, de l'AC Cesena, et du Nuova Nardò Calcio.

## Palmarès
Juventus
- Coupe d'Italie (1) :
  - Vainqueur : 1959-60.